# Tropidion hispidum
Tropidion hispidum là một loài bọ cánh cứng trong họ Cerambycidae.